# Prefettura di Oti
La prefettura di Oti è una prefettura del Togo situata nella regione di Savane con 190.543 abitanti al censimento 2010. Il capoluogo è la città di Mango.